# Якименко Микола Євгенійович
Микола Євгенійович Якименко (нар. 27 березня 1958, смт. Черняхів, Житомирська область) — член Партії регіонів; представник Благодійного фонду «Заложники Чорнобиля».

## З життєпису
Народився 27 березня 1958 (смт Черняхів, Житомирська область); дружина Любов Анатоліївна (1970) — лікар-офтальмолог; дочка Ірина (1985); син Тарас (1990), дочка Анастасія (1997).
Освіта: Житомирський технікум торгівлі, товарознавець; Вінницький торговельно-економічний інститут (1984–1989), економіст, «Управління економікою підприємств торгівлі та громадського харчування».
Вересень 2007 — кандидат в народні депутати України від Партії регіонів, № 258 в списку. На час виборів: народний депутат України, член ПР.
Народний депутат України 5-го скликання з вересня 2006 до листопада 2007 від Партії регіонів, № 199 в списку. На час виборів: перший заступник голови Житомирського обласного відділення Партії регіонів, член ПР. Голова підкомітету з питань розвитку і зміцнення матеріально-технічної бази охорони здоров'я Комітету з питань охорони здоров'я. Член фракції Партії регіонів (з вересня 2006).
- 1975–1976 — учень Житомирського училища № 1.
- 1976–1978 — служба в армії.
- 1978–1982 — водій Малинський нерудпрому.
- 1982–1984 — учень Житомирського технікуму торгівлі.
- 1984–1990 — завідувач відділу, заступник директора, директор Житомирського об'єднання «Продтовари».
- 1990–1994 — голова кооперативу «Пошук».
- 1994–2000 — директор Житомирської філії ТОВ «Норд-сервіс».
- 2000–2004 — приватний підприємець.
- 2004–2006 — перший заступник голови Житомирського регіонального відділення Партії регіонів.

Був членом Політради ПТ, головою Житомирської обласної ради ПТ (з 1994), першим заступником голови Житомирського обласного відділення Партії регіонів (з 2004).